# Лі Ланьчжуан
Лі Ланьчжуан (спрощ.: 李兰娟; кит. трад.: 李蘭娟, 13 вересня 1947) — китайська лікар-гепатолог та епідеміолог. Вона є професором медичної школи Чжецзянського університету, академіком Китайської інженерної академії, та працює директором Державної центральної лабораторії з діагностики та лікування інфекційних захворювань. Вона розробила «Li-NBAL», штучну систему підтримки печінки, яка використовується для підтримки життя людей, що хворіють гострою печінковою недостатністю, і отримала численні національні нагороди за свою роль у боротьбі з SARS, епідеміями H1N1 і H7N9.

## Ранні роки й освіта
Лі Ланьчжуан народилася 13 вересня 1947 в бідній селянській родині в Шаосіні в провінції Чжецзян. Після того, як Лі досягла успіхів у навчанні, вона вступила до середньої школи Ханчжоу, ключової школи в провінції. Після закінчення школи вона стала підмінним вчителем середньої школи у своєму селищі. Вона також вивчала акупунктуру в лікарні китайської медицини Чжецзян, і проводила акупунктуру для місцевих старійшин. Згодом у селі їй порекомендували стати босоніжним лікарем, і вона прийняла цю пропозицію, незважаючи на те, що вона отримувала набагато менше грошей, ніж на вчительській роботі. У 1970 році, коли китайські університети почали приймати студентів робітників, селян і солдат, Лі було рекомендовано її селищем навчатися в Чжецзянському медичному університеті (нині медичний факультет Чжецзянського університету).

## Кар'єра
Після закінчення навчання у 1973 році Лі була направлена на роботу у відділення інфекційних хвороб першої дочірньої лікарні Чжецзянського університету, розпочавши свою кар'єру в епідеміології. У той час у Китаї була поширена гостра печінкова недостатність, спричинена вірусним гепатитом B. У 1986 році Лі та її команда розробили штучну систему підтримки печінки, також звану небіологічною штучною печінкою, для детоксикації хворих людей, і підтримки їхнього життя, доки печінка не відновиться або донорська печінка стане доступною для трансплантації. Система, тепер відома як «Li-NBAL», значно підвищила показники виживання людей з важким хронічним гепатитом. Замість того, щоб запатентувати винахід, вона безкоштовно розповсюдила технологію в більш ніж 300 лікарнях по всьому Китаю.
У жовтні 1993 року Лі Ланьчжуан призначили віце-президентом першої афілійованої лікарні Чжецзянського університету, на цій цю посаді вона перебувала протягом 3 років. У листопаді 1996 року Лі Ланьчжуан стала заступником директора Державної головної лабораторії інфекційних хвороб міністерства охорони здоров'я, а через 6 років була призначена директором. Вона також обіймала посаду директора департаменту охорони здоров'я уряду провінції Чжецзян з 1998 по 2008 рік.

## Спалахи SARS та пташиного грипу
Під час спалаху SARS у 2003 році Лі керувала розробкою заходів з профілактики захворювання в Чжецзяні та контролювала поширення хвороби в провінції. Під час спалаху пташиного грипу в дельті Янцзи в 2013 році команда Лі виділила штам H7N9 як патоген і довела, що штам походить з ринків живої птиці. Її дослідження спонукало уряд закрити всі ринки живої птиці, запобігаючи поширенню хвороби на решту Китаю. За свій внесок у 2017 році вона отримала спеціальну відзнаку Державної премії за розвиток науки і техніки.

### COVID-19
Під час пандемії COVID-19 Лі була одним із дослідників, які запропонували закрити центр Уханя (що відомо як заходи профілактики та контролю категорії А). Уряд Китаю прийняв пропозицію про карантин, і карантинні заходи в Ухані були запроваджені о 14:00 23 січня 2020 року (перед святкуванням китайського нового року у 2020 році). 1 лютого вона вирушила до Уханя з командою медичних працівників із Ханчжоу, щоб допомогти в боротьбі з епідемією. 20 квітня 2020 року Стівен Чен з «South China Morning Post» повідомив про дослідження Лі та її команди з Чжецзянського університету, які виявили понад 30 штамів вірусу SARS-CoV-2, і що деякі з більш агресивних штамів генерували у 270 разів більше вірусного навантаження, ніж найлегші версії. Вони виявили, що агресивні штами були пов'язані зі спалахами в Європі та штаті Нью-Йорк, тоді як менш агресивні штами були виявлені у штатах Вашингтон і Каліфорнія.

## Відзнаки та нагороди
- 1998 — Державна премія «Прогрес науки і техніки» (другий ступінь) за дослідження системи штучної підтримки печінки[10]
- 2005 — обрана академіком Китайської інженерної академії[1]
- 2007 — Державна премія «Про прогрес науки і техніки» (ІІ ступеня) за дослідження з мікроекології інфекційних захворювань[10]
- 2013 — Державна премія за науково-технічний прогрес (перший ступінь) за інноваційну теорію та технологічний прорив у лікуванні важких захворювань печінки[10]
- 2014 — Державна премія за прогрес у галузі науки і техніки (перший ступінь) за дослідження та ефективну профілактику епідемії грипу H1N1 у Китаї[10]
- 2014 — Премія Хо Люн Хо Лі за науково-технічні досягнення[10]
- 2015 — Державна премія «Про прогрес науки і техніки» (І ступеня) за інноваційне лікування термінальних захворювань печінки[10]
- 2017 — Державна нагорода за науково-технічний прогрес 2017 року (Спеціальна премія) за великі інновації та технологічний прорив у системах запобігання епідеміям, прикладом яких є пташиний грип H7N9[10]
- 2020 — Nature's 10: десять людей, які допомогли сформувати науку в 2020 році[11]
- 2021 — Стипендіат Американського інституту медичної та біологічної інженерії[12]
- 2022 — Міжнародна премія ЮНЕСКО та Екваторіальної Гвінеї за дослідження в галузі наук про життя[13]

## Особисте життя
Лі Ланьчжуан одружена з Чженом Шусеном, експертом з трансплантації печінки, а також академіком Китайської інженерної академії. У них є син на ім'я Чжен Цзе.